# Antonio Caccianiga

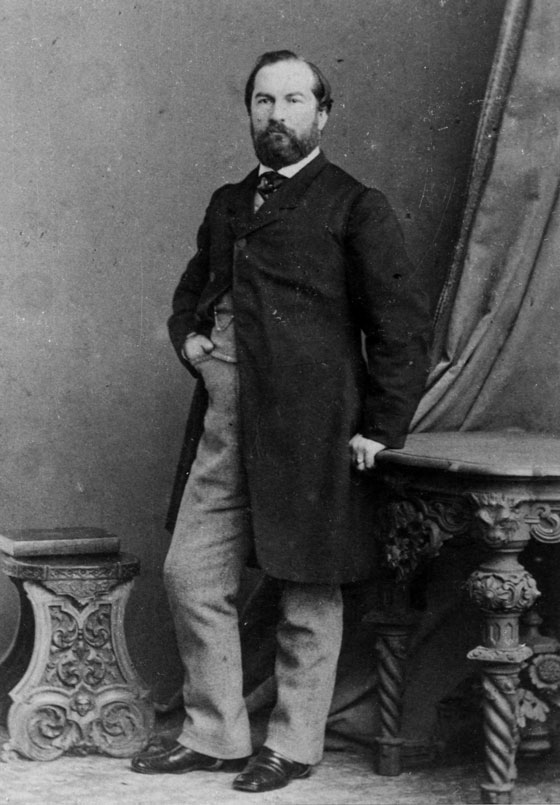
Antonio Caccianiga.

Antonio Caccianiga, född den 30 juni 1823 i Treviso, död den 22 april 1909 i Maserada sul Piave, var en italiensk skriftställare.
Caccianiga uppsatte 1848 i Milano skämttidningen "Lo spirito folletto", men måste 1849 fly ur landet och återkom inte förrän sex år därefter. år 1866 valdes han till podesta i Treviso och blev sedan medlem av parlamentet. I Frankrike, där han vistades under sin landsflykt, skrev han romanen Il proscritto (1853, ny upplaga 1870), som ger en ypperlig bild av det franska livet. I Il dolce far niente (1869) söker Caccianiga egga "det nya Italien" till arbetsamhet och ihärdighet. Andra romaner av Caccianiga är Il bacio della contessa Savina (1875), Sotto i ligustri (1881) och Lettere d'un marito alla moglie morta (1897). Han utgav även åtskilliga för lantbefolkningens undervisning avsedda böcker.